# Tanki Flip
Tanki Flip – miejscowość (plaats) w strefie Moco/Tanki Flip, w regionie Noord/Tanki Leendert w północno-zachodniej części kraju autonomicznego Aruba, należącego do Holandii, w Ameryce Południowej. Leży ok. 5 km na północ os stolicy wyspy Oranjestad.
Jest jedną z najstarszych miejscowości wyspy.